# Geranium sintenisii
Geranium sintenisii är en näveväxtart som beskrevs av Josef Franz Freyn. Geranium sintenisii ingår i släktet nävor, och familjen näveväxter. Inga underarter finns listade i Catalogue of Life.